# Departamento Belgrano (San Luis)
Belgrano es un departamento de la provincia de San Luis, Argentina.
Tiene una superficie de 8 105,6 km² y limita al norte con el departamento de Ayacucho, al este con los de Ayacucho y Coronel Pringles, al sur con el de Juan Martín de Pueyrredón, y al oeste con la provincia de Mendoza.

## Localidades y gobiernos locales
El departamento comprende 4 localidades, todas con gobiernos locales, cuyos ejidos municipales no son colindantes, y por tanto no ocupan la totalidad del territorio departamental. 
Se encuentran categorizados en 1 municipio:
- Los Manantiales

Y 3 comisiones municipales:
- La Calera
- Nogolí
- Villa de la Quebrada

## Parajes
- Alto Tavira
- Árbol Solo
- Bajo del Durazno
- Barrial
- Bella Estancia
- Buen Orden
- Cabeza de Vaca
- Cañada de Vilán
- Divisadero
- El Chañar
- El Dichoso
- El Gigante
- El Jarillal
- El Milagro
- El Ramblón
- El Recodo
- El Sosiego
- Hualtarán
- La Aurora
- La Perlita
- Las Brisas
- Las Lagunitas
- Los Araditos
- Los Cerrillos
- Los Ramblones
- Los Parecidos
- Naranjo Esquina
- Nogoli
- Pozo del Tala
- Puerta de la Quebrada
- Represa del Carmen
- San Antonio
- San Isidro
- San Pablo
- Vizcachera
- Toro Negro

## Demografía
A pesar de la histórica tendencia a la despoblación que venía registrando, el censo 2022 reveló que vivían en el departamento 5 583 personas, repartidas en 2 669 mujeres y 2 914 hombres, con un índice de masculinidad de 109,1 hombres por cada 100 mujeres. 
La edad mediana de la población es de 34 años (33 años entre las mujeres y 36 años entre los hombres).
El 15,2% de la población tiene más de 65 años (frente al 14,4% en 2010), y el 2,7% de la población tiene más de 80 años (frente al 3,5% en 2010)

### Salud y educación
El 62,3% de la población tiene al menos un tipo de cobertura de salud. 
Unas 1 746 personas asisten a algún tipo de establecimiento educativo de cualquier nivel y unas 294 personas tienen un título terciario o superior (8,7% sobre el total de la población instruida). La tasa de alfabetización es del 99,4

### Migraciones
De las personas residentes en el departamento, unas 1 377 (24,6% del total de población) nacieron en otra provincia, y unas 84 (1,5% del total de población) lo hicieron fuera del país, siendo los grupos de inmigrantes más numerosos los provenientes de:
- Bolivia: 13 personas
- Paraguay: 10 personas
- Chile: 7 personas
- Colombia: 4 personas
- Italia: 3 personas

### Hogares
En el departamento hay un total de 2 976 viviendas  y 2 024 hogares. 
En cuanto al régimen de tenencia y regularidad de la propiedad de las viviendas, el 62,9% es propia, el 8,0% es alquilada, el 15,1% es cedida o prestada, y el resto se encuentra en otra situación.
Sobre el total de hogares, 1 318 (65,1% del total) tienen acceso a red pública de agua corriente, 425 (21,0% del total) tienen desagüe y descarga a red pública cloacal, solo 31 (1,5% del total) tienen acceso a red pública de gas, y 1 399 (69,1% del total) tienen acceso a red de internet en la vivienda. 